# Nicolas Gombert
Nicolas Gombert (ca. 1495 – ca. 1560) was een Franco-Vlaamse componist. Hij is een van de meest invloedrijke en meest vermaarde componisten van de zogenaamde vierde generatie Vlaamse polyfonisten, tussen Josquin des Prez en Orlandus Lassus. Hij vertegenwoordigt nog het best de ontwikkelde, complexe polyfone stijl van deze overgangsperiode in de muziekgeschiedenis.

## Leven

### Jeugd en vorming
Gegevens over zijn jeugd en vormingsjaren zijn schaars. Hij werd vermoedelijk geboren omstreeks 1495 in het zuiden van het graafschap Vlaanderen, waarschijnlijk ergens in de streek tussen Rijsel en Sint-Omaars; misschien wel in het plaatsje De Gorge (La Gorgue). Hij zou mogelijk tussen 1515 en 1521 bij Josquin in de leer zijn geweest, die zich sinds 1504 in Condé-sur-l'Escaut had teruggetrokken, Zijn aanstelling bij een van Europa’s luisterrijkste hoven, die van de geboren Gentenaar Karel V, pleit in elk geval voor een opleiding op niveau.

### Bij de Capilla Flamenca
Gombert werd bij keizer Karel V in 1526 als zanger en waarschijnlijk ook als componist aan de hofkapel in dienst genomen. Het meest voor de hand ligt dat Karel V hem, tijdens een reis door de Nederlanden ‘en passant’ heeft geëngageerd. In 1529 wordt Gombert vermeld als magister puerorum (knapenkoorleider) van de hofkapel. In deze functie was Gombert verantwoordelijk voor de muzikale en vocale vorming van de koorknapen, voor hun opvoeding en voor hun welvaren. Zo moest hij waken over hun kleding en zorgen voor kaarsenhouders, inkt en onderdak voor de knapen. Het koor bestond toen uit 14 volwassen zangers, een organist, een 'souffleur' (die tijdens het spel ervoor zorgde dat met de blaasbalgen lucht in het orgel werd geblazen) en ongeveer 12 koorknapen.
Hij en de andere zangers hebben de keizer ongetwijfeld op zijn tochten vergezeld. In elk geval zijn er geen gegevens voorhanden over het eventuele permanente verblijf in deze periode in een van de steden van het rijk. Gombert moet derhalve tot 1529 voornamelijk in Spanje hebben verbleven. Langer oponthoud van de keizer en zijn gevolg, hofkapel incluis, is er geweest in Toledo, Sevilla, Granada, Valladolid, Valencia, Burgos en Madrid. Ergens in de loop van de jaren 1530 werd Gombert geestelijke en waarschijnlijk ook priester. Hij ontving prebenden aan verschillende kathedralen. Op 2 oktober 1526 kende keizer Karel V hem prebenden toe in Kortrijk en Béthune. Ook in Lens en Metz bezat Gombert prebenden. Hij bleef de maistre des enffans de la chapelle van de keizerlijke hofkapel tot ergens tussen 1537 en 1540.
In 1530 bezocht Gombert Bologna, Mantua, Innsbruck, München en Augsburg. In 1531 reisde hij naar Keulen en daarna naar de Nederlanden. Aansluitend volgde de hofkapel, de Capilla Flamenca, Karel V naar Regensburg en vanaf 1532 verbleef Gombert weer voor langere tijd in Spanje. In 1533 ondernam Karel V een veldtocht naar Tunis. Gombert rekruteerde ondertussen in de Nederlanden zangers voor de hofkapel. Met zowat 20 volwassen zangers en koorknapen, enkele leerkrachten Latijn voor de jongens, enkele plaatsvervangende geestelijken en een organist keerde hij in 1537 terug naar Valladolid. Op 13 november 1537 wordt Gombert voor de laatste keer in de rekeningen van het hof vermeld. De laatste grote gebeurtenis waaraan hij kan hebben deelgenomen, is de ontmoeting van de drie grote hofkapellen van Europa; die van Paus Paulus III, die van keizer Karel V en die van Frans I, de koning van Frankrijk, in Aigues-Mortes in het jaar 1538.

### Onbetamelijk gedrag voor een geestelijke
De geneesheer en wiskundige Hieronymus Cardanus vertelt het volgende over Gombert in zijn geschrift Theonoston uit 1560 : "... damnatus ad triremes rusus Gombertus musicus stupro pueri principalis... non minus laudenda est virtus Nicolai Gomberthi, quam fortuna. Damnatus enim ad triremes, catenato pede cygneas illas cantiones meditatus est, quibus non solum libertatem a Caesare omnium inclytorum fautore, sed etiam prigue sacerdotium, quo reliquum vitae tranquille duxit, promeruit. Difficile hoc Gombertho non fuit, quoniam meritas poenas patiebatur...". Gombert zou dus schuldig zijn bevonden aan de aanranding van een jongen die onder zijn goede zorgen viel en werd daarom veroordeeld tot dwangarbeid in de galeien. Waarschijnlijk werd hem vergeving geschonken in 1547, het jaar waarin hij vanuit Doornik een brief met een motet stuurde, of kort voordien. De acht zettingen van het magnificat, die enkel in een Madrileens manuscript, dat eertijds door wetenschappers rond 1552 werd gedateerd, worden meestal beschouwd als de zwanezang die, nog steeds volgens Cardano, Karel V ertoe zouden hebben bewogen hem gratie te verlenen, ofschoon de wetenschapper Lewis in 1994 heeft verondersteld dat Cardano veeleer verwees naar de bijzonder boetvaardig gestemde eerste bundel met vierstemmige motetten uit 1539.

### Doornik
Karel V stond Gombert ondanks gratieverlenging geen terugkeer aan het hof toe. Het is onduidelijk hoelang Gombert nog geleefd heeft nadat hem gratie werd verleend en wat zijn maatschappelijke positie toen was, indien hij die dan al had. Gombert ontving een prebende, waarschijnlijk in Doornik, waar hij sinds 1534 een kerkelijke sinecure had verkregen die het hem mogelijk maakte de rest van zijn dagen zonder zorgen door te brengen. Omdat zijn naam niet meer voorkomt in de lijst van geestelijken die in Doornik de mis lazen, kunnen we vermoeden dat Gombert, omwille van zijn vergrijp, waarschijnlijk geen priesterambt meer heeft mogen uitoefenen. Nadere details zijn niet bekend. Gomberts vacante betrekking bij de keizerlijke hofkapel werd ondertussen ingevuld door Cornelis Canis.
Vermoedelijk had Gombert zich voor een aantal jaren uit het muziekleven teruggetrokken en die tijd benut om te componeren. In 1547 schreef hij Ferrante Gonzaga (die overigens een goede bekende van Cardanus was) een brief, het enige bewaarde document over Gomberts latere leven. Gombert omschreef zichzelf als kanunnik in Doornik. Op zijn minst een deel van zijn latere jaren moet hij daar doorgebracht hebben. Hij kan er Pierre de Manchicourt hebben leren kennen, die in 1545 kapelmeester aan de kathedraal werd en de opleiding van de koorknapen op zich nam.
De enige aanwijzingen met betrekking tot Gomberts dood worden ons aangereikt door de Duitse publicist en muziektheoreticus Hermann Finck die in 1556 opmerkt dat Gombert nog altijd in leven is, en door Cardano, die in 1561 wist te melden dat Gombert was overleden. Dit bericht wordt bevestigd door de Italiaanse diplomaat Lodovico Guicciardini, die in zijn verhandeling, Descrizione de tuttu i Paesi Bassi (in Antwerpen uitgegeven in 1567) meedeelt dat Gombert overleden is.

## Muziek en stijl
Gombert is misschien de meest representatieve vertegenwoordiger van de generatie tussen Josquin en Orlandus Lassus, in het bijzonder op het gebied van de geestelijke muziek. Hij verhief de polyfone stijl tot zijn hoogste staat van volmaaktheid. Als de imitatieve methode een typische karaktertrek van Josquin was, dan is de doorgecomponeerde methode dat voor Gombert. Uitgebreide homofone passages zijn zeldzaam in zijn geestelijke werken en hij is bijzonder gesteld op imitatie in heel korte intervallen, technisch een heel grote uitdaging (al schreef hij zelden in echte canonstijl). Zijn muziek is opmerkelijk door zijn gebruik van dissonantie ter wille van de uitdrukkingskracht, bijvoorbeeld ter expressie van smart in zijn zesstemmige motet op de dood van Josquin, Musae Jovis, onder meer met zijn botsende halve tonen.
Een van de meest geliefde werken uit zijn cyclus van acht magnificatzettingen, die Cardano zijn zwanezang had genoemd, werd voor Karel V gecomponeerd bij wijze van offerande en genadeverzoek. Karel V schijnt bewogen genoeg te zijn geweest om Gombert gratie te verlenen, zodat de componist verdere dwangarbeid in de galeien bespaard kon blijven.
Zijn wereldlijke werken, meestal chansons, zijn weliswaar minder contrapuntisch complex uitgewerkt dan zijn motetten en missen, maar in elk geval meer dan de meeste wereldlijke werken van tijdgenoten, met name dan de oppervlakkige 'Parijse' chansons. Vele van zijn chansons verschenen als tabulatuur voor luit en vihuela en kenden zo een ruime verspreiding, hetgeen getuigt van hun grote populariteit.
Het overgeleverde oeuvre bevat 10 missen, ongeveer 140 motetten, zowat 70 chansons, een Spaans canción (allicht tijdens een verblijf in Spanje geschreven), een madrigaal en een beperkt aantal instrumentale werken.

## Invloed
Uit de ruime verspreiding van zijn muziek kan worden opgemaakt dat Gombert na de dood van Josquin Desprez een van de beroemdste Europese componisten was geworden. Zijn muziek werd een bron voor werken van andere componisten. Tekenend is de bijzondere aandacht die drukkers aan hem besteedden door uitgaven geheel aan zijn werken te wijden. De meeste drukken van die tijd waren namelijk bloemlezingen samengesteld uit het werk van verschillende componisten. Ondanks zijn roem en de beschikbaarheid van zijn muziek, schreef de volgende generatie Nederlandse polyfonisten in een eenvoudigere stijl. Deels was dat een onvermijdelijke stilistische reactie op het contrapuntische idioom dat tot het uiterste werd doorgevoerd. Deels lag er het dictaat aan ten grondslag van het Concilie van Trente, dat verstaanbaarheid van de tekst vergde in geestelijke en in het bijzonder liturgische muziek, wat een onoverkomelijke eis is voor een componist die een dicht imitatief weefsel wil bereiken.
Terwijl de vocale muziek van de volgende generatie Nederlandse polyfonisten geen voortzetting kan heten van Gomberts doorgecomponeerde, imitatieve methode in een dicht weefsel, kreeg hij wel navolging bij de componisten van instrumentale muziek. Vormen zoals de canzona en het ricercare stammen rechtstreeks af van Gomberts vocale stijl en uiteindelijk groeiden ze uit tot de fuga tegen de tijd dat de Barok zijn intrede had gedaan. Gomberts muziek vertegenwoordigt het uiterste wat in zuiver vocale muziek ooit werd bereikt op het gebied van contrapuntische complexiteit.

## Discografie
Gelet op de relatieve zeldzaamheid van monografische opnamen het vermelden waard:
- Nicolas Gombert, Music from the Court of Charles V, Huelgas Ensemble, Sony Vivarte SK 48249
- Nicolas Gombert, Missa media vita, etc., Hilliard Ensemble, ECM New Series 1884
- Nicolas Gombert, Magnificat 1, etc., Oxford Camerata, Naxos 8.557732
- Nicolas Gombert, Magnificats 1-4, Tallis Scholars, CD Gimell CDGIM 037
- Nicolas Gombert, Magnificats 5-8, Tallis Scholars, CD Gimell CDGIM 038
- Nicolas Gombert, Eight-part Credo, etc., Henry's Eight: Hyperion CDA 66828
- Nicolas Gombert, Missa Tempore paschali, etc., Henry's Eight, Hyperion CDA 66943
- Nicolas Gombert, Tribulatio et angustia, The Brabant Ensemble, Hyperion CDA 67614
- Heavenly Spheres, CBC Records, MVCD 1121, Studio de musique ancienne de Montréal - twee motetten vanGombert, inclusief de elegie voor Josquin, Musae Jovis.
- Flemish Masters, Virginia Arts Recordings, VA-04413, door Zephyrus - met Gombers motet, Lugebat David Absalon, Obrechts Missa Sub tuum presidium, en motetten van Willaert, Clemens non Papa, Ockeghem, Des Prez, en Mouton.
- Christmas to Candlemas, Ensemble Gombert, Tall Poppies TP192 - met Gomberts motet "Hodie nobis caelorum" and werken voor de kersttijd van Mouton, Josquin, de Silva, Clemens non Papa, Tallis, Victoria, Lassus, Sheppard en Palestrina.
- Josquin to Martin, Ensemble Gombert, Move Records MCD 277 - met Gombers motet "Regina caeli laaetare" en werken van Josquin, de Monte, Byrd, Brahms ("Drei Motetten" , op. 110) en Frank Martin (Mass for Double Choir).

## Oeuvre
Op de volgende lijst wordt telkens de eerste publicatiedatum vermeld, voor zover het drukken betreft. Wordt geen datum vermeld, dan betreft het een handschriftlijk overgeleverde bron.

### Missen en Credo
1. Missa Quam pulchra es, 6 stemmen. (1532);
2. Missa Da pacem, 4 stemmen. (1532);
3. Missa Sancta Maria succurre miseris, 4 stemmen. (1540);
4. Missa Media vita, 5 stemmen. (1542);
5. Missa Sur tous regretz, 5 stemmen. (wellicht naar aanleiding van de kroning van Karel V als keizer op 24 februari 1530 in de San Petronio te Bologna, uitgegeven in 1542 met de titel ‘A la Incoronation’);
6. Missa Philomena praevia, 5 stemmen. (1542);
7. Missa Dulcis amica (1556);
8. Missa Je suis desheritée, 4 stemmen. (1557);
9. Beati omnes, 4 stemmen.
10. Missa Tempore paschali, 6-12 stemmen.;
11. Credo, 8 stemmen.

### Magnificat
1. Primi toni;
2. Secundi toni;
3. Tertii et octavi toni;
4. Quarti toni;
5. Quinti toni;
6. Sexti et primi toni;
7. Septimi toni;
8. Octavi toni.

### Motetten

#### Boek I van de vierstemmige motetten 1539
1. Aspice Domine quia facta est;
2. Ave regina caelorum;
3. Ave sanctissima Maria;
4. Dicite in magni;
5. Dignare me laudare te;
6. Domine, pater et Deus vitae meae;
7. Domine situ es jube;
8. Duo rogavi te Domine;
9. Ecce nunc tempus acceptabile;
10. Fidelium Deus omnium conditor;
11. Fuit homo missus;
12. Inter natos mulierum;
13. Levavi oculos meos;
14. Miserere pie Jesu;
15. O gloriosa Dei genitrix;
16. O gloriosa domina Dei genitrix;
17. Quae est ista, quae processit;
18. Quam pulchra es et quam decora;
19. Saluto te sancta virgo Mariae;
20. Salvum me fac Domine;
21. Super flumina Babylonis;
22. Venite filii, audite me.

#### Boek I van de vijfstemmige motetten 1539
1. Adonai Domine Jesu Christe;
2. Anima mea liquefacta est;
3. Anima nostra sicut passer;
4. Audi filia et vide;
5. Ave Maria;
6. Ave mater matris Dei;
7. Ave sanctissima Maria;
8. Beati omnes qui timent Dominum;
9. Domine Deus omnipotens pater;
10. Ego flos campi;
11. Emendemus in melius;
12. Gaudeamus omnes et laetemur;
13. Haec dies quam fecit Dominus;
14. Hodie beata virgo Maria;
15. Inviolata integra et casta;
16. Judica me Deus;
17. Laus Deo, pax vivis;
18. O beata Maria;
19. O flos campi;
20. Pater noster;
21. Tota pulchra es;
22. Tribulatio et angustia;
23. Tu Deus noster;
24. Vias tuas Domine.

#### Boek II van de vierstemmige motetten 1541
1. Averte oculos meos;
2. Beata Mater, et innupta Virgo;
3. Cur quisquam corradat opes;
4. Domine non secundum peccata nostra;
5. Ergo ne vitae quod super est meae;
6. Fac tibi mortales;
7. Miserere nostri, Deus omnium;
8. O Domina mundi;
9. Quidquid appositum est;
10. Reminiscere miserationum tuarum;
11. Salve, Regina;
12. Salve regina / Ave regina / Inviolaza, integra et casta es / Alma Redemptoris mater;
13. Sancta Maria mater Dei;
14. Sancta Alphonse;
15. Si ignortas te o pulchra;
16. Surge, Petre;
17. Vae, vae Babylon;
18. Vita, dulcedo.

#### Boek II van de vijfstemmige motetten 1541
1. Ad te levavi oculos meos;
2. Ave regina caelorum;
3. Caeciliam cantate pii;
4. Cantemus virgini canticum novum (ook aan E. Causin toegeschreven; waarschijnlijk ook van hem);
5. Conceptio tua Dei genitrix;
6. Confitebimur tibi, Deus;
7. Da pacem Domine;
8. Hodie nata es Virgo Maria;
9. Hodie nobis caelorum Rex;
10. Hortus conclusus es Dei genitrix;
11. Ne reminiscaris Domine;
12. O adorandum sacra mentum;
13. O felix Anna;
14. O magnum mysterium;
15. Patefactae sunt januae caeli;
16. Sit Trinitati sempiterna gloria;
17. Surge, Petre;
18. Veni dilecta mea;
19. Veni electa mea (voor het huwelijk van Karel V met Isabella van Portugal in 1526 in Sevilla);
20. Venite ad me omnes.

#### Afzonderlijk gepubliceerde motetten uit compilatiewerken
1. Ad te levavi oculos meos 4v. (1539, ook aan Jean Richafort toegeschreven);
2. Angelus Domini ad pastores 4v. (1529, ook aan Philippe Verdelot toegeschreven);
3. Aspice Domine in testamentum 5v. (1538);
4. Ave salus mundi 6v. (1539);
5. Beatus vir qui non abiit 6v. (1539);
6. Benedicta es caelorum regina 6v. (1564);
7. Descendi in hortum meum 6v. (1539);
8. Domine quis habitabit 5v. (1556);
9. Dulcis amica Dei 4v. (1532);
10. Duo rogavi te Domine 6v. (1539);
11. Ego sum qui sum 6v. (1539);
12. Egregie matyr Sebastiane 5v. (1523);
13. Felix Austriae domus 5v. (1537, voor de kroning van keizer Ferdinand I 1531);
14. Gabriel nuntiavit Mariae 5v. (1538, ook aan Dominique Phinot toegeschreven);
15. Gaude mater ecclesia 4v. (1538);
16. Hic est discipulus 5v. (1538);
17. Homo erat in Jerusalem 4v. (1534);
18. In illo tempore dixit Jesus / Hic est panis 5v. (1538);
19. In illo tempore intravit Jesus 5v. (1545);
20. In illo tempore: Loquente Jesu 6v. (1539);
21. In illo tempore dicebat Jesus / Sed cum facis 6v. (1555, ook aan Joannes de Latre toegeschreven);
22. In patientia vestra 4v. (1540);
23. In te Domine speravi 6v. (1539);
24. Media vita in morte sumus 6v. (1539);
25. Musae Jovis 6v. (1545);
26. O crux, spendidor 6v. (1539);
27. Oculi omnium in te sperantium 6v. (1539);
28. O Domine Jesu Christe 6v. (1539);
29. O Jesu Christe 8v. (1568, = Que ne l’aymeroit);
30. O Jesu Christe succurre 6v. (1538);
31. Omnis pulchritudo Domini 6v. (1555);
32. O Rex gloriae 6v. (1539);
33. Peccata mea, sicut sagittae 6v. (1549);
34. Quem dicunt homines 6v. (1555);
35. Qui colis Ausoniam 6v. (1549, naar aanleiding van de ontmoeting van paus Clemens VII en Karel V in Bologna in 1533);
36. Qui seminant in lachrymis 4v. (1539);
37. Regina caeli 12v. (1534);
38. Respice Domine 5v. (1538);
39. Salvator mundi, salva nos 6v. (1535);
40. Sancta et immaculata 5v. (1538);
41. Sancta Johannes apostole 4v. (1539);
42. Si bona suscepimus 6v. (1539);
43. Stabat autem Petrus 5v. (1557);
44. Suscipe verbum, virgo Maria 5v. (1532);
45. Tribulatio cordis mei 5v. (1538);
46. Tulerunt Dominum 8v. (1552, = Je prens congie);
47. Virgo sancta Catherina 4v. (1534).

#### Afzonderlijke motetten in handschriften
1. Constitues eos 6v. (aan ene Comprecht toegeschreven);
2. Ecce quam bonum 4v.;
3. Emendemus in melius 4v.;
4. In illo tempore pastores 4v.;
5. Jubilate Dei omnis terra 4v.;
6. Philippe qui videt me 5v.;
7. Regina caeli 10v.;
8. Speciosa facta es 4v.;
9. Tota pulchra es 6v..

### Chansons

#### Chansons gepubliceerd in verzamelwerken
1. A bien grand tort 4v. (1538)
2. Alleluya my fault chanter 4v. (ca. 1528)
3. Amours vous me faictes 4v. (1533)
4. Amys souffrez 5v. (1550)
5. A quoy tient-il 4v. (1531)
6. A traveil suis 6v. (1544)
7. Aultre que vous 4v. (1535)
8. Ayme qui vouldra 5v. (1544)
9. Celluy a qui mon cueur 4v. (1535)
10. Celluy qui est long 3v. (1560)
11. C’est à grand tort 4v. (1544)
12. Crainte et espoir 4v. (1552)
13. D’en prendre deux 4v. (1557)
14. D’estre amoureux 4v. (1552)
15. Dezilde al cavallero, Canción 5v. (1556)
16. Dieu me fault il 5v. (1550, ook aan Thomas Crequillon toegeschreven)
17. En attendant l’espoir 6v. (1545)
18. En aultre avoir 4v. (1534)
19. En douleur et tristesse 6v. (1550)
20. En l’ombre d’ung buissonet 6v. (1540)
21. Gris et tanne 4v. (1530)
22. Hors envieulx 4v. (1536)
23. Jamais je n’euz tant 4v. (1534, ook aan Thomas Crequillon toegeschreven)
24. J’ay congé prins 4v. (1534)
25. J’ay eu congé 4v. (1544)
26. J’aymeray qui m’aymera 4v. (1533)
27. Je ne scay pas 5v. (1544)
28. Je suis trop jeunette 5v. (1550)
29. Joyeulx vergier 4v. (1544)
30. Laine et travéil 6v. (?)
31. Le bergier et la bergiere 5v. (1544)
32. Mille regretz 6v. (1540)
33. Mon coeur elist 4v. (1541)
34. Mon pensement ne gist 4v. (1550)
35. Mort et fortune 4v. (1538)
36. Nesse pas chose dure 5v. (1544)
37. O doulx regretz 4v. (1549)
38. O malheureuse journee 5v. (1550)
39. Or escouttez gentil veneurs 4v. (1545)
40. Or suis-je prins 4v. (1544)
41. Par ung regard 3v. (1569)
42. Pleust a Dieu quil fust 3v. (1560)
43. Pleust a Dieu 6v. (1544)
44. Plus de Venus 4v. (1552)
45. Pour parvenir bon pied 4v (1543, aan Thomas Crequillon toegeschreven)
46. Puis qu’ainsi est 4v. (I) (1544)
47. Puis qu’ainsi est 4v. (II) (1544)
48. Quant je suis au prez de mamye 5v. (1544)
49. Qui ne l’aymeroit (=O Jesu Christe) 8v. (1540)
50. Raison le veult 4v. (1549)
51. Raison me dict 4v. (1552)
52. Raison requirt amour 6v. (1550)
53. Regret enny traveil 5v. (ook aan Thomas Crequillon toegeschreven)
54. Resveillez vous cueurs endormis 3v. (1545)
55. Secourez moy madame 5v. (1544)
56. Se dire je losoye 5v. (1544, ook aan Thomas Crequillon toegeschreven)
57. Se le partir m’est dueil 4v. (1544)
58. Si le secours 4v. (1544)
59. S#io veggio sotto l’un e l’altro ciglio, madrigaal 6v. (1541)
60. Souffrir me convient 5v. (1544)
61. Tant bien party 3v. (1569)
62. Tant de traveil 4v. (1541)
63. Tousiours souffrir 5v. (1550)
64. Tous les regretz 6v. (1544)
65. Triste depart m’avoit 5v. (1544, ook aan Philippe van Wilder toegeschreven)
66. Trop endurer 5v. (1550)
67. Tu pers ton temps 4v. (1535)
68. Ung jour viendra 5v. (1443)
69. Vous estes trop jeune 4v. (1538)

#### In handschrift overgeleverde chansons
1. Amoureulx suis d’une plaisante brunette, 5v.
2. Au joly bois 6v.
3. Changons propos 6v.
4. En espoir d’avoir mieulx 4v.
5. Je prens congie 8v. (= Sustinuimus pacem, Tulerunt Dominum)
6. Joyssance vous donneray 6v.
7. Mon petit cueur 6v.
8. Mon seul 7v. (textlos)
9. Paine et travéil 6v.
10. Plus en sera garde 4v.
11. Que porra dire ou croire 6v.
12. Si je ne my plains 4v.
13. Si mon traveil 6v.

### Betwiste toeschrijvingen
1. Missa Fors seulement 5v. (Gombert of Hieronymus Vinders)
2. Adversumme susurrabent (Gombert of E. Causin)
3. Alleluia. Spiritus Domini 5v. (Gombert of N. des Celliers de Hesdin)
4. Cantibus organicis 4v. (Gombert of H. Naich)
5. Hodie Christus natus est 5v. (Gombert of Vincenzo Ruffo)
6. Hodie in Jordane 6v. (Gombert of Maistre Jhan)
7. Inclina Domine aurem tuem 5v. (Gombert of Jacquet de Berchem)
8. Laqueus contritus est (Gombert of Jacobus Clemens non Papa)
9. Maria Madalene et altera Maria 5v. (Gombert of Pierre de Manchicourt)
10. Peto Domine et de vinculo 5v. (Gombert of E. Causin)
11. Force sera sy de bref 4v. (Gombert of Thomas Crequillon)
12. J’ay mis mon cueur 8v. (toeschrijving aan Gombert betwist)
13. Je ne me puis tenir d’aimer 5v. (Gombert of Claudin de Sermisy)
14. Plaisir n’ay plus mais vis 5v. (Gombert of Th. Crequillon)

## Publicaties
- Il primo libro de motetti Nicolai Gomberti Flandri Brugensis (...), 1540.
- Di Nic. Gmberti il primo libri de motetti a quatro voci, in Venezia, 1544.
- Missarum quinque vocibus liber primus, 1549.